# سینتیا گویت

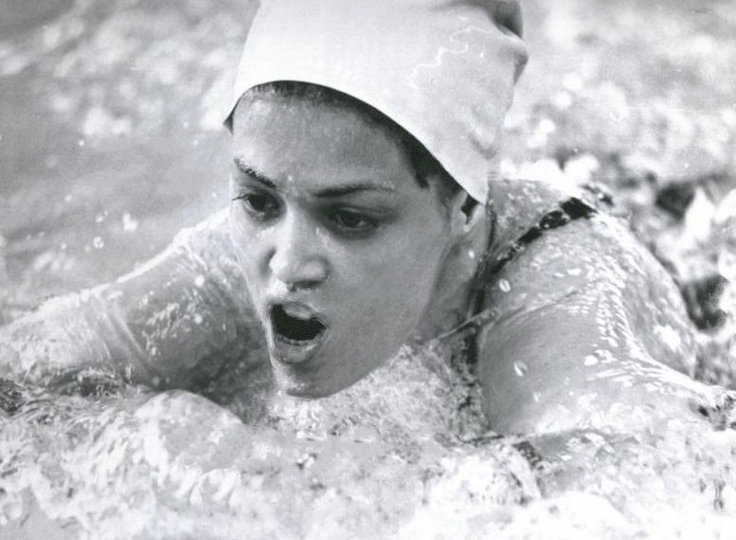
سینتیا گویت

سینتیا گویت (به انگلیسی: Cynthia Goyette) زادهٔ ۱۳ اوت ۱۹۴۶ شناگراهل ایالات متحده آمریکا است.